# 東海市立平洲中学校
東海市立平洲中学校（とうかいしりつ へいしゅうちゅうがっこう）は、愛知県東海市富貴ノ台にある公立中学校。

## 概要
- 東海市立平洲小学校校区の一部と東海市立明倫小学校校区の一部の生徒が通学する[1]。
- 校名は、現在の東海市荒尾町（旧・尾張国知多郡平島村）出身の儒学者、細井平洲に因む。

## 沿革
- 1984年（昭和59年）4月1日 - 東海市立上野中学校、東海市立富木島中学校から分離し、開校。

## 交通アクセス
- 名鉄常滑線新日鉄前駅下車、徒歩約20分。
- らんらんバス北ルート、中ルート「大池公園」バス停より徒歩約3分。

## 周辺施設
- 星城大学
- 愛知県立東海商業高等学校
- 東海市立上野中学校
- 東海市立富木島中学校
- 東海市立平洲小学校
- 東海市立明倫小学校
- 東海市立渡内小学校
- 東海市立中央図書館
- 東海市立平洲保育園
- 東海市役所
- 大池公園
- 細井平洲誕生地
- 平洲記念館・郷土資料館
- アピタ東海荒尾店
- DCM東海店